# Joc (artista plástico)
José Luis Rodríguez Alonso conocido como JOC (La Habana, 16 de junio de 1976) es un artista plástico, fotógrafo y diseñador.

## Biografía
Desde su infancia se motivó por las artes plásticas. En sus años de adolescente es aprobado por la Academia Nacional de Bellas Artes San Alejandro. Se graduó en el año 2001 en la especialidad de pintura. Formó como parte de su tesis de grado el grupo artístico “Scratch”, realizaron varios performance e intervenciones en lugares emblemáticos del país.  
Es graduado del curso taller de fotografía “Fernando Chenard Piña” en la Beneficencia de Cataluña. Es miembro del Registro Nacional del Creador de Obras Artes Plásticas y Aplicadas, como artista independiente. Fue profesor de arte en la Casa de Cultura de Guanabacoa, Especialista y profesor de la Galería de San Miguel del Padrón, fue profesor de Plástica en la Escuela Nacional de Instructores de Arte “Eduardo García Delgado”, Profesor de Dibujo en la Academia Nacional de Bellas Artes San Alejandro. 
Desde el año 1998 fundó el Estudio-Taller que actualmente lleva el nombre de "Casa de cemento". La creación de este estudio-taller le ha permitido desarrollar habilidades en sus estudiantes y ha formado a niños, jóvenes y adultos en diferentes especialidades de las artes plásticas. 
Ha realizado múltiples exposiciones individuales y colectivas a lo largo de su carrera, originando favorables críticas en diferentes publicaciones del país. 
Existen obras del artista en colecciones privadas en Canadá, Alemania, Estados Unidos, Las Bahamas, México, España y Cuba.

## Exposiciones
- 2019 - "Resistencia" exposición colectiva en Soho Galleries. Mérida. México
- 2018 - “Misceláneas de un Close Up”. Galería Carmen Montilla. La Habana. Cuba
- 2017 - “Elige tu mundo”. Congreso Internacional ADOLECA 2017. Cienfuegos. Cuba. Cuba[1]
- 2017 - “Liquidaciones” de la Serie “Próximas Ventas”. Galería taller Gorría. La Habana. Cuba
- 2017 - “Tropicalismo Abstracto”. Galería Carmen Montilla. La Habana. Cuba
- 2017 - Proyecto Xico. Casa de México Benito Juárez. La Habana. Cuba[2]
- 2016 - Exposición Colectiva de artistas cubanos en Gallery of the Modern Art. México
- 2016 - “Próximas Ventas 2”. Galería Carmen Montilla. La Habana. Cuba
- 2011 - Mural. Instituto Superior de Relaciones Internacionales. La Habana. Cuba
- 2007 - “Encuentro 2”. Galería de Arte Fernando Boada. Cotorro. Cuba
- 2007 - “Abstracción Contemplativa”. Salón de Arte Erótico. Alamar. Cuba
- 2006 - “Próximas Ventas”. UNEAC. Vedado. Cuba
- 2005 - “Pro-Motion”. Fotografía. Galería de Arte Fernando Boada. Cotorro. Cuba
- 2005 - “Lo Ideal”. Arte Digital en Centro Pablo de la Torriente Brau. La Habana. Cuba

## Publicaciones
- 2019 - Periódico Yucatán Today artículo sobre la exposición colectiva Resistencia en Soho Galleries. Mérida. México.
- 2018 - Reportaje realizado por Aleida Piñeiro Meneces y Willian Capote para el Canal Caribe y Noticiero Cultural de la TVC. Exposición Misceláneas de un closeup.
- 2017 - Reportaje realizado por Aleida Piñeiro Meneces y Willian Capote para el Canal Caribe y Noticiero Cultural de la TVC. Exposición Liquidaciones.
- 2017 - Publicación en la Revista La Gaceta de Cuba No.2-2017 de la UNEAC el artículo Del Pop al Documento por el crítico de arte, curador David Mateo Núñez.
- 2017 - www.perlavision.cu/unamiradaadolescenciadesdeelarte
- 2017 - Portada en La Gaceta de Cuba. Revista. La Habana. Cuba. ISSN 0864-1706. Cuba[3]
- 2017 - www.uneac.org.cu/sities/default/files/pdf/publicaciones/gaceta_2-2017.pdf
- 2017 -  www.galeriatallergorria.com/exposicion/liquidaciones. Cuba[4]
- 2017 - www.artcronica.com
- 2017 - www.revista.creadoresamano.com/exp-liquidaciones. Cuba[5]
- 2017 -  www.radiococo.icrt.cu/noticias/culturales/liquidaciones. Cuba[6]
- 2016 - Directorio DWM16 by Design Week Mexico Experiencia en Arte Gallery of the Modern Art compilación y exposición de obras de artistas cubanos.
- 2016 - www.opushabana.cu/index.php/noticias/26-artes-visuales/4830-proximas-ventas. Cuba[7]
- 2006 - www.epoca2.lajiribilla.cu/2006/n290_11/290_08.htmlRevista digital. La Habana. Cuba
- 2006 - Juventud Rebelde. Periódico impreso. La Habana. Cuba
- 2006 - www.juventudrebelde.cu/cultura/2006-12-06/proximasventas. Cuba[8]